# Stuck Inside of Mobile with the Memphis Blues Again
Stuck Inside of Mobile with the Memphis Blues Again – piosenka skomponowana przez Boba Dylana, nagrana przez niego w lutym i wydana na albumie Blonde on Blonde w maju 1966 r.  Czasem tytuł ma formę Stuck Inside of Mobile (with the Memphis Blues Again)  albo we wczesnych wydaniach albumu Stuck Inside with Thee lub częściej Memphis Blues Again.

## Historia i charakter utworu
"Stuck Inside of Mobile with the Memphis Blues Again” jest energicznym rockowym utworem, którego treść, wyrażona impresjonistycznymi obrazami, nieco pod wpływem poetyki beatu, opisuje świat, który poszedł w złym kierunku.
Dylan także i w tej kompozycji posłużył się swoją techniką szybko zmieniających się, rozbłyskujących obrazów, które natychmiast zastępowane były przez inne wyobrażenia. Właściwa, często niejednoznaczna treść, wynika z konfrontacji owych obrazów, narastających nieraz kaskadowo. W tym ponadsiedmiominutowym, wręcz epickim utworze, tych obrazów, które przeważnie związane są z postaciami-charakterami, jest szczególnie dużo. Pojawia się m.in. Szekspir, kaznodzieja, dziewczyna Ruthie, Mona [wzięta ze słynnego utworu Bo Diddleya „Mona (I Need You Baby)”], mama, dziadek itd.
Ukryte w surrealistycznych wyobrażeniach i zakryte wisielczym humorem Dylana pojawiają się w piosence typowe dla tego okresu jego twórczości tematy: postacie podejrzanego autoramentu (np. senator), „nagabujące” kobiety oraz żyjący w pomieszaniu, prześladowany (często jak w utworach Kafki) oraz prawdopodobnie poddany działaniu różnych legalnych i nielegalnych substancji bohater-narrator.
Jednym z częstych tematów ówczesnej twórczości Dylana był problem potęgi, a równocześnie i pomieszania, wynikłych ze zbliżenia seksualnego. W tej kompozycji jest to wyrażone w partii związanej z Ruthie.
Piosenka liczy aż dziewięć zwrotek i z tego względu uważana jest za najbardziej dynamiczną i zawierają najwięcej akcji piosenkę Dylana, gdyż właściwie każda linijka wiersza wprowadza nowe sytuacje.
Podczas nagrywania albumu Dylan był nieustannie naciskany przez przedstawicieli Columbii w celu przyspieszenia procesu nagrywania, który został dosłownie wciśnięty między dwa tournée. Pierwsze zakończyło się 8 grudnia 1965, a drugie rozpoczęło się 5 lutego 1966 r. Czyli lutowe i marcowe sesje odbywały się już podczas trwania nowej tury koncertowej.
Te końcowe sesje odbywały się w studiu Columbii w Nashville w stanie Tennessee. Zaangażowani zostali do nich najlepsi studyjni muzycy z Nashville. Ich dotychczasowe doświadczenie: znany materiał z prób, rozpisane partytury i praca w określonym wymiarze godzin, nie przygotowało ich do pracy z Dylanem, który nagrywał zawsze materiał „na żywo”, bez dodatkowych postprodukcyjnych dogrywań. Nieznany materiał, brak rozpisanych partytur, praca bez wymiaru godzin, kończenie przez Dylana kompozycji i tekstów w trakcie nagrywania sprawiły, że „Memphis Blues Again” nagrywany był 20-krotnie w czasie 11 i pół godziny. Ostatnia wersja (ta, która ukazała się na albumie) została nagrana o 7 rano następnego dnia od rozpoczęcia sesji.
Jednym z możliwych źródeł kompozycji Dylana jest „Memphis Blues” grupy Nite Owls nagrany w 1938 r.

## Sesje i koncerty Dylana, na których wykonywał ten utwór

### 1966
sesje do albumu
- 16 lutego 1966 – sesja do albumu w Columbia Music Row Studios, Nashville w stanie Tennessee. Powstało 20 wersji utworu. Styl nagrywania preferowany przez Dylana sprawił muzykom z Nashville spore problemy. Nagrywanie tego utworu trwało 11 i pół godziny i zostało zakończone o godz. 7 rano.

### 1976
Rolling Thunder Revue 2 (pocz. 18 kwietnia 1976)
- 28 kwietnia 1976 – koncert na „University of West Florida” w Pensacola na Florydzie
- 29 kwietnia 1976 – koncert w „Expo Hall Municipal Auditorium” w Mobile w stanie Alabama. Koncert wieczorny i nocny
- 1 maja 1976 – koncert w „Reid Green Coliseum” w Hattiesburgu w Alabamie
- 3 maja 1976 – koncert w „The Warehouse” w Nowym Orleanie w stanie Luizjana
- 4 maja 1976 – koncert w „L.S.U. Assembly Center” w Baton Rouge w Luizjanie
- 8 maja 1976 – koncert w „Hofheinz Pavillion” w Houston w Teksasie
- 16 maja 1976 – koncert w „Tarrant County Convention Center Arena”  w Fort Worth w Teksasie. Ta wersja została umieszczona na albumie Hard Rain
- 19 maja 1976 – koncert w „Henry Levitt Arena” w Wichicie w stanie Kansas
- 25 maja 1976 – koncert w „Salt Palace” w Salt Lake City w stanie Utah. Koniec Rolling Thunder Revue.

### 1987
Tournée Boba Dylana i Grateful Dead (pocz. 4 lipca 1987)
- 4 lipca 1987 – koncert na „Sullivan Stadium” w Foxborough w stanie Massachusetts
- 10 lipca 1987 – koncert na „John F. Kennedy Stadium” w Filadelfii w stanie Pensylwania
- 12 lipca 1987 – koncert na „Giants Stadium” w East Rutherford w stanie Nowy Jork w USA
- 19 lipca 1987 – koncert na „Autzen Stadium” w Eugene w stanie Oregon w USA
- 24 lipca 1987 – koncert na „Oakland County Stadion” w Oakland w stanie Kalifornia w USA
- 26 lipca 1987 – koncert na „Oakland County Stadion” w Oakland w stanie Kalifornia w USA

Tournée Świątynie w płomieniach (pocz. 5 września 1987)
- 5 września 1987 – koncert w „Parku ha-Jarkon” w Tel Awiwie w Izraelu
- 12 września 1987 – koncert na „Area ex Autodromo” w Modenie we Włoszech
- 23 września 1987 – koncert w „Jaahalli” w Helsinkach w Finlandii

### 1988
Nigdy nie kończące się tournée (pocz. 7 czerwca 1988). Wszystkie koncerty Dylana od tego momentu są częścią „Nigdy niekończącego się tournée”.
 ; Interstate 88 I
Część pierwsza: Letnie tournée po Kanadzie i USA
- 9 czerwca 1988 – koncert w „Cal Expo Amphitheatre”, Sacramento, Kalifornia
- 11 czerwca 1988 – koncert w „Shoreline Amphitheatre”, Mountain View, Kalifornia
- 13 czerwca 1988 – koncert w „Park West, Park City”, Salt Lake City, Utah
- 15 czerwca 1988 – koncert w „Fiddler’s Green Amphitheatre”, Denver, Kolorado
- 18 czerwca 1988 – koncert w „Alpine Valley Music Theatre”, East Troy, Wisconsin
- 21 czerwca 1988 – koncert w „Blossom Music Center”, Cuyahoga Falls, Ohio
- 22 czerwca 1988 – koncert w „Riverbend Music Center”, Cincinnati, Ohio
- 25 czerwca 1988 – koncert w „Garden State Performing Arts Center”, Holmdel, New Jersey
- 28 czerwca 1988 – koncert w „Finger Lakes Performing Arts Center”, Canandaigua, stan Nowy Jork
- 30 czerwca 1988 – koncert w „Jones Beach Theater”, Jones Beach State Park w Wantagh w stanie Nowy Jork w USA
- 2 lipca 1988 – koncert w „Great Woods Performing Arts Center”, Mansfield, Massachusetts
- 8 lipca 1988 – koncert w „Forum de Montréal” w Montrealu w prow. Quebec w Kanadzie
- 9 lipca 1988 – koncert w „Ottawa Civic Center Arena” w Ottawie w prow. Ontario w Kanadzie
- 11 lipca 1988 – koncert w „Copps Coliseum”, Hamilton, prow. Ontario, Kanada
- 15 lipca 1988 – koncert w „Indiana State Fairground Grandstand”, Indianapolis, Indiana
- 17 lipca 1988 – koncert w „Meadowbrook Music Theater” na Oakland University w Rochester Hills w stanie Michigan
- 18 lipca 1988 – koncert w „Meadowbrook Music Theatre”, Oakland University, Rochester Hills, Michigan
- 25 lipca 1988 – koncert w „Troy G. Chastain Memorial Park Amphitheatre” w Atlancie w stanie Georgia w USA
- 26 lipca 1988 – koncert w „Mud Island Amphitheatre” w Memphis w Tennessee
- 28 lipca 1988 – koncert w „Starplex Amphitheatre” w Dallas w stanie Teksas w USA
- 2 sierpnia 1988 – koncert w „Greek Theatre” w Hollywood w Los Angeles w Kalifornii
- 7 sierpnia 1988 – koncert w „Santa Barbara County Bowl”, Santa Barbara, Kalifornia

 ; Interstate 88 II
Część druga: Letnie tournée po Północnej Ameryce (pocz. 18 sierpnia 1988)
- 21 sierpnia 1988 – koncert w „Pacific Coliseum”, Vancouver, Columbia Brytyjska, Kanada
- 13 września 1988 – koncert w „Civic Arena”, Pittsburgh, Virginia, USA
- 16 września 1988 – koncert w „Carolina Coliseum”, University of South Carolina, Columbia, Karolina Południowa, USA
- 18 września 1988 – koncert w „Thompson-Boling Assembly Center and Arena”, University of Tennessee, Knoxville, Tennessee
- 24 września 1988 – koncert w „Miami Arena”, Miami, Floryda, USA

 ; Interstate 88 III
Część trzecia: Jesienne tournée po Wschodnim Wybrzeżu (pocz. 13 października 1988)
- 14 października 1988 – koncert w „The Tower Theatre”, Upper Darby, Pensylwania, USA
- 16 października 1988 – koncert w „Radio City Music Hall”, Nowy Jork, Nowy Jork, USA
- 17 października 1988 – koncert w „Radio City Music Hall”, Nowy Jork, Nowy Jork, USA
- 18 października 1988 – koncert w „Radio City Music Hall”, Nowy Jork, Nowy Jork, USA
- 19 października 1988 – koncert w „Radio City Music Hall”, Nowy Jork, Nowy Jork, USA

### 1989
Część czwarta: Letnie europejskie tournée 1989 (pocz. 27 maja 1989)
- 30 maja 1989 – koncert w „Jaahalli”, Helsinki, Finlandia
- 4 czerwca 1989 – koncert w „Simmonscourt, R.D.S.”, Dublin, Irlandia
- 6 czerwca 1989 – koncert w „Hall 4, Scottish Exhibition and Conference Centre”, Glasgow, Szkocja
- 8 czerwca 1989 – koncert w „Wembley Arena”, Londyn, Anglia
- 15 czerwca 1989 – koncert w „Palacio de los Deportes”, Madryt, Hiszpania
- 16 czerwca 1989 – koncert w „Palacio Municipal Deportes Montjuic”, Barcelona, Hiszpania
- 17 czerwca 1989 – koncert w „Velordomo de Anoeta”, San Sebastián, Hiszpania
- 20 czerwca 1989 – koncert w „Palazzo della Civilta E Del Lavoro”, Rzym, Włochy
- 22 czerwca 1989 – koncert w „Stadio di Ardenza”, Livorno, Włochy

Część piąta: Letnie tournée po Ameryce Północnej (pocz. 1 lipca 1989)
- 1 lipca 1989 – koncert w „Civic Center Arena”, Peoria, Illinois
- 5 lipca 1989 – koncert w „Howard C. Baldwin Memorial Pavilion”, Meadowbrook, Rochester Hills, Michigan
- 17 lipca 1989 – koncert w „Waterloo Village” w Stanhope w stanie New Jersey, USA
- 19 lipca 1989 – koncert w „Marjorie Merriweather Post Pavilion” w Columbia w stanie Maryland w USA
- 23 lipca 1989 – koncert w „Jones Beach Theater” w Jones Beach State Park, w Wantagh w stanie Nowy Jork
- 26 lipca 1989 – koncert w „Saratoga Performance Arts Center” w Saratoga Springs w stanie Nowy Jork, USA
- 4 sierpnia 1989 – koncert w „Dane County Memorial Coliseum”, Madison, Wisconsin, USA
- 6 sierpnia 1989 – koncert w „Cooper Stadium”, Columbus, Ohio, USA
- 9 sierpnia 1989 – koncert w „The Muny”, Forest Park, St. Louis, Missouri, USA
- 12 sierpnia 1989 – koncert w „Kings Dominion Amusement Park, Doswell, Wirginia, USA
- 15 sierpnia 1989 – koncert w „Troy G. Chastain Memorial Park Amphitheatre”, Atlanta, Georgia, USA
- 23 sierpnia 1989 – koncert w „The Zoo Amphitheatre”, Oklahoma City, Oklahoma, USA
- 27 sierpnia 1989 – koncert w „Starplex Amphitheatre”, Dallas, Teksas, USA
- 31 sierpnia 1989 – koncert w „Fiddler’s Green”, Englewood, Kolorado, USA
- 5 września 1989 – koncert w „Santa Barbara County Bowl” w Santa Barbara w Kalifornii, USA
- 10 września 1989 – koncert w „Greek Theatre”, Hollywood, Los Angeles, Kalifornia, USA

Część szósta: Jesienne tournée po USA (pocz. 10 października 1989)
- 13 października 1989 – koncert w „The Beacon Theatre”, Nowy Jork, Nowy Jork, USA
- 16 października 1989 – koncert w „The Tower Theatre”, Upper Darby, Pensylwania, USA
- 18 października 1989 – koncert w „Constitution Hall”, Waszyngton, Dystrykt Kolumbia, USA
- 22 października 1989 – koncert w „Keaney Auditorium”, University of Rhode Island, South Kingston, Rhode Island, USA
- 23 października 1989 – koncert w „The Opera House”, Boston, Massachusetts, USA
- 25 października 1989 – koncert w „The Opera House”, Boston, Massachusetts, USA
- 8 listopada 1989 – koncert w „Duke University”, Durham, Karolina Północna, USA
- 14 listopada 1989 – koncert w „Festival Hall”, Tampa Bay Performing Arts Center, Tampa, Floryda, USA
- 15 listopada 1989 – koncert w „Festival Hall”, Tampa Bay Performing Arts Center, Tampa, Floryda, USA

## Dyskografia i wideografia
Dyski
- Bob Dylan's Greatest Hits Volume II (1971)
- Hard Rain (1976)
- The Bootleg Series Vol. 7: No Direction Home: The Soundtrack (2005)

Wideo
- Hard Rain (1976)

## Wersje innych artystów
- The Candymen – The Candymen Bring You Candypower (1968)
- Steve Colt – Paradox (1970)
- Thomas Helmig – Thomas Helmig (1992)
- Catbird Seat – The Times They Are A-Changin'  (1992)
- The Zimmermen – The Dungeon Tapes (1995)
- Moon Martin – Lunar Samples (1995)
- Steve Gibbons – The Dylan Project (1998)
- The Grateful Dead – Nightfall of Diamonds (2001); Postcards of the Hanging: The Grateful Dead Perform the Songs of Bob Dylan (2002)
- Joe Louis Walker – Blues on Blonde on Blonde (2003)
- Cat Power – album ze ścieżką dźwiękową filmu I’m Not There. Gdzie indziej jestem (2007)[1][2]